# Nilus decorata
Nilus decorata là một loài nhện trong họ Pisauridae. Chúng được miêu tả năm 1990 bởi Bhikhabhi Harmanbhai Patel & C. Adinarayana Reddy.